# Теракт в Сусе
Террористический акт в Сусе произошёл 26 июня 2015 года на территории отелей «El Mouradi Palm Marina» и «Riu Imperial Marhaba» в рекреационном районе города Суса — Эль-Кантави. На территорию отеля со стороны пляжа ворвался вооружённый террорист и расстрелял всех встреченных гостей отеля. 38 человек (не считая нападавшего) погибло, 39 ранены. Нападавший застрелен.
Большинство погибших туристов — британцы. Помимо 30 подданных Великобритании погибло 2 немца, 3 ирландца и по одному гражданину Бельгии, Португалии и России (Татьяна Хоменко, её дочь Елена Хоменко была ранена в ноги).
Нападавшим был Сейфуддин Резги, 23-летний уроженец вилайета Сильяна, студент университета в Кайруане. Экспертиза установила, что он был под воздействием наркотиков в момент теракта. При нём обнаружено неиспользованное взрывное устройство. Свидетели утверждают, что во время стрельбы нападавший снимал убитых на камеру и смеялся. Полиция уверена, что у террориста были помощники, которые напрямую не участвовали в стрельбе. Эксперты установили, что все пули были выпущены из одного оружия, автомата Калашникова. Всего у террориста было четыре магазина к автомату. Был убит в ходе перестрелки со службами безопасности.
Власти Туниса задержали 12 подозреваемых в причастности к теракту, ещё двух разыскивают.
МВД Туниса знало о готовящейся атаке на туристов.
Одновременно с нападением в Сусе, в тот же день состоялись два других заметных теракта, ответственность за которые взяло на себя ИГ: атака на завод во Франции, а также взрыв мечети в Кувейте.
Тремя месяцами ранее в Тунисе произошёл другой крупный теракт, в результате которого в Национальном музее Бардо было убито более 20 человек.